# Лорд Верховный констебль Шотландии
Лорд Верховный констебль Шотландии (англ. Lord High Constable of Scotland) — одна из высших должностей Шотландской короны, которую занимает граф Эррол. Первоначально была наследственной должностью в Шотландском королевстве, в настоящее время — одна из церемониальных должностей Шотландии в составе Шотландского королевского двора правящего монарха.

## История
Должность появилась в 1-й половине XII века, когда шотландский король Давид I реорганизовал королевский двор. Констебль Шотландии был одним из военачальников, который во время королевских походов был первым командующим Шотландской армией после короля. Первым известным констеблем был Эдвард Сивардссон, имевший англосаксонское происхождение. Он сохранял свой пост до около 1144 года. в 1140 году констеблем впервые назван Гуго де Морвиль (ум. 1162), имевший нормандское происхождение, который ранее получил от Давида важный феод в Лодердейле в Северной Англии. Позже должность констебля Шотландии занимали также его сын и внук, а после угасания династии её унаследовал Алан Галлоуэйский (ум. 1234), мать которого была дочерью Ричарда де Морвиля.
Алан был крупным шотландским магнатом, правителем Галлоуэя. Однако он не оставил законных сыновей, из-за чего после его смерти в 1234 году владения были разделены между мужьями трёх дочерей. Должность констебля досталась мужу старшей дочери — Роджеру де Квинси (около 1195 — 25 апреля 1264), 2-му графу Уинчестера, обладавшего также значительными владениями в Англии. Однако хотя Роджер и был констеблем Шотландии, он играл значимой роли в шотландской политике и не участвовал военных компаниях короля Александра II. Роджер не оставил сыновей, поэтому его большие владения были разделены между мужьями дочерей.
Во время правления Александра III в качестве констебля упоминается сэр Леонард Лесли.
В 1309 году король Роберт I Брюс назначил констеблем своего преданного сторонника Гилберта де ла Хея, барона Эррола. Однако это назначение было временным, поскольку в 1312 году констеблем был назначен Дэвид Стретбоги (ум. 1326), граф Атолл. Однако после того как в 1314 году Стретбоги перешёл на сторону англичан, король вернул должность Гильберту де ла Хэю, сделав её наследственной в его роду. Его потомки, которые в 1452 году получили титул графов Эррол, занимают её до настоящего времени.
После объединения Англии и Шотландии должность сохранилась, но стала церемониальной.
В 1952 году суд Претензий разрешил Диане Хей, которая после смерти отца в 1941 году унаследовала титул графини Эррол, присутствовать на коронации королевы Елизаветы II в качестве лорда верховного констебля Шотландии.
С 1978 года верховным констеблем Шотландии является Мерлин Хей, 24-й граф Эррол.

## Обязанности Верховного констебля Шотландии
Констебль Шотландии во время королевских походов был первым командующим Шотландской армией после короля, а также выполнял судебные функции в качестве главного судьи Верховного суда констеблей, который обладал исключительной юрисдикцией в отношении преступлений, совершённых менее чем в 4 милях от короля, членов шотландского парламента и тайного совета. Также верховному констеблю традиционно подчиняются королевские телохранители в Холирудском дворце.
Верховный констебль обладал рядом почётных привилегий, в числе которых были право сидеть по правую руку от короля, когда тот посещал парламент, а также в это время он хранил ключи от парламента и отвечал за охрану короля, сопровождая его по правую руку и неся белый жезл в качестве знака своей власти.
Также он традиционно возглавлял церемониальную стражу короля, а также в порядке старшинства в Шотландии традиционно занимал первое место следом за членами королевской семьи.
До XV века констебль и его помощники имели право собирать таможенные пошлины за любые товары, которые поступали в город, где заседал парламент.

## Верховные констебли шотландской гвардии во время Столетней войны
Во время Столетней войны во Франции служило много шотландцев. У них было своё командование. Чтобы эффективнее командовать шотландцами, французский король ввёл должность верховного констебля шотландской гвардии. Носители этой должности в источниках часто называются констеблями Шотландии. Самым известным из них был Джон Стюарт, граф Бьюкен (ум. 1424), который в 1421 году стал также коннетаблем Франции.

## Верховные констебли Шотландии
- ? — ок. 1144: Эдвард Сивардссон, констебль короля Давида I[5][1].
- до 1138—1162: Гуго де Морвиль (ум. 1162), барон Лодердейла и Каннингема, констебль короля Давида I[1][5].
- 1162—1189: Ричард де Морвиль[англ.] (ум. 1189/1190), барон Лодердейла и Каннингема и констебль Шотландии с 1162, сын предыдущего[2][5].
- 1189—1196: Уильям де Морвиль (ум. 1196), барон Лодердейла и Каннингема и констебль Шотландии с 1189, сын предыдущего[2].
- ?—1234: Алан Галлоуэйский (ум. ок. 2 февраля 1234), лорд Галлоуэя с 1200, барон Лодердейла и Каннингема, констебль короля Александра II, сын Хелен де Морвиль, дочери Ричарда де Морвиля[3][5].
- 1234—1264: Роджер де Квинси (около 1195 — 25 апреля 1264), 2-й граф Уинчестер с 1219, констебль Шотландии с 1234, муж Элен Галлоуэйской, одной из дочерей Алана Галлоуэйского[4][5].
- 1265: сэр Леонард де Лесли, констебль короля Александра III[5]
- 1309—1312: Гилберт де ла Хэй[англ.] (ум. 1333), барон Эррол, констебль Шотландии в 1309 и 1314—1333[7].
- 1312—1314: Дэвид Стретбоги (ум. 1326), граф Атолл в 1306—1314, констебль Шотландии в 1312—1314[6]
- 1314—1333: Гилберт де ла Хэй (вторично)[7].
- 1333—1334: Генри де Бомонт (ок. 1380 — до 10 марта 1340), 1-й барон Бомонт с 1309, граф Бьюкен с 1333 (с 1334 титул признвался только в Англии), граф Морей и констебль Шотландии в 1333—1334[10].
- 1334—1346: Дэвид де ла Хей[англ.] (ум. 1346), барон Эррол и констебль Шотландии с 1333, Гилберта де ла Хэй[7].
- 1346—1406: Томас де ла Хей[англ.] (ум. 1406), барон Эррол и констебль Шотландии с 1346, сын предыдущего[7].
- 1406—1437: Уильям де ла Хей (ум. 1406), барон Эррол и констебль Шотландии с 1406, сын предыдущего[7].
- 1437—1462: Уильям де ла Хей[англ.] (ум. 1462), барон Эррол и констебль Шотландии с 1437, 1-й граф Эррол с 1452, внук предыдущего[7].
- Далее должность передаётся по наследству у графов Эррол.